# Vincent Taylor
Vincent Taylor (New Orleans, 5 gennaio 1994) è un giocatore di football americano statunitense che milita nel ruolo di defensive tackle per i Atlanta Falcons della National Football League  (NFL).

## Carriera

### Miami Dolphins
Taylor al college giocò a football all'Università dell'Oklahoma dal 2014 al 2016. Fu scelto nel corso del sesto giro (194º assoluto) del Draft NFL 2017 dai Miami Dolphins. Debuttò come professionista subentrando nella gara del secondo turno contro vinta contro i Los Angeles Chargers per 19-17 mettendo a segno un tackle.